# Же (Горњи Пиринеји)
Же (фр. Geu) насеље је и општина у јужној Француској у региону Миди Пирене, у департману Горњи Пиринеји која припада префектури Аржеле Газо.
По подацима из 2011. године у општини је живело 172 становника, а густина насељености је износила 64,42 становника/km². Општина се простире на површини од 2,67 km². Налази се на средњој надморској висини од 400 метара (максималној 779 m, а минималној 386 m).

## Демографија
| 1962. | 1968. | 1975. | 1982. | 1990. | 1999. | 2011. |
| ----- | ----- | ----- | ----- | ----- | ----- | ----- |
| 95    | 105   | 95    | 110   | 116   | 145   | 172   |

График промене броја становника у току последњих година